# Reece James
Reece James (* 8. prosince 1999 Redbridge) je anglický profesionální fotbalista, který hraje na pozici pravého obránce v anglickém klubu Chelsea a v anglickém národním týmu.
James je odchovancem akademie Chelsea. V roce 2018 odešel na roční hostování do Wiganu Athletic a po svém návratu do Chelsea se začal prosazovat v A-týmu.
V říjnu 2020 byl James poprvé povolán do anglické reprezentace a debutoval v zápase proti Walesu.

## Klubová kariéra

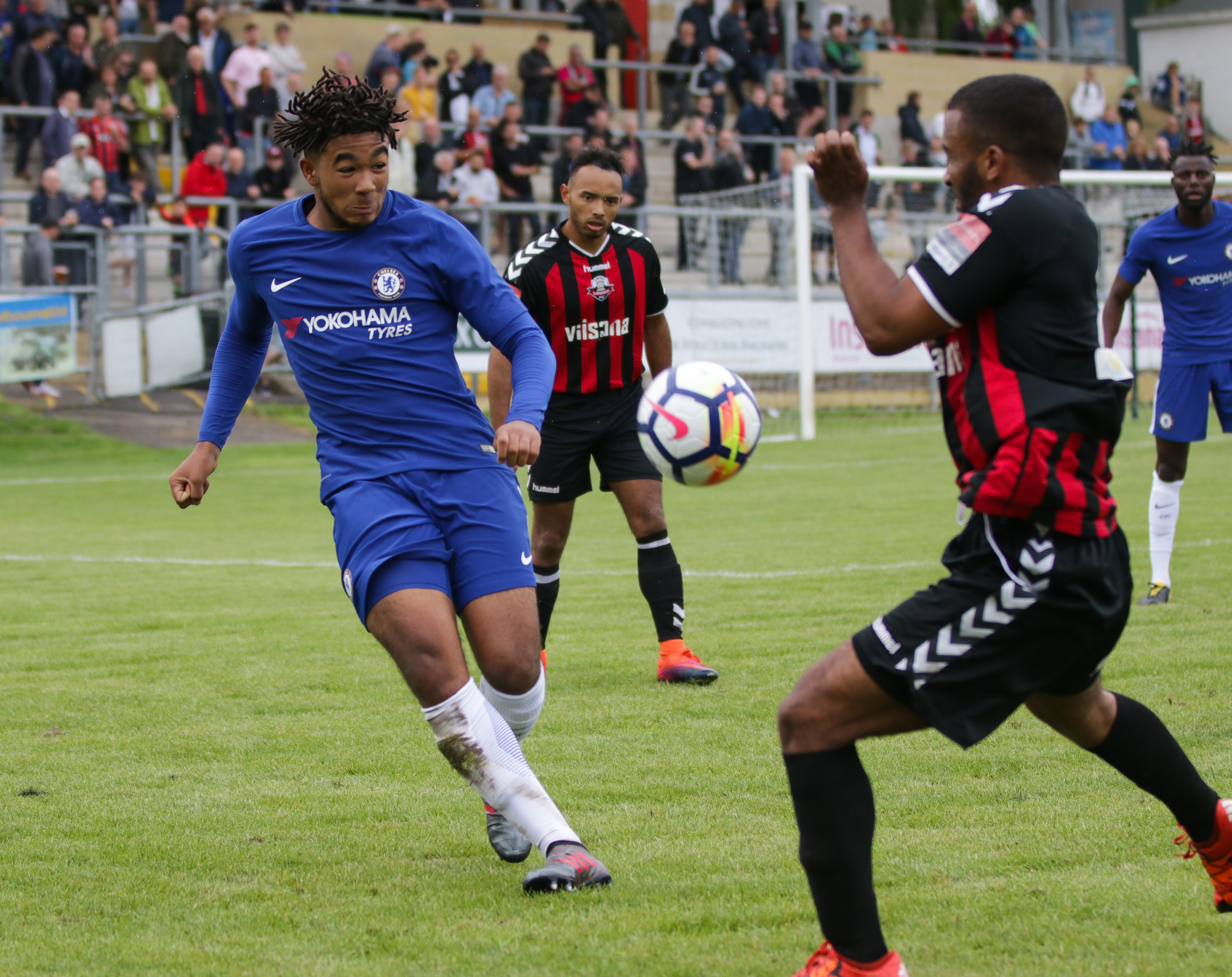
James (vlevo) hrající za Chelsea (2017)

James se narodil v obvodu Redbridge ve Velkém Londýně. James se ve věku 6 let dostal do akademie Chelsea. Během sezóny 2017/18 se stal kapitánem týmu Blues do 18 let, s týmem vyhrál FA Youth Cup, a stal se Hráčem sezóny v akademii. V červnu 2018 podepsal s klubem novou čtyřletou smlouvu. Později téhož měsíce odešel na roční hostování do klubu hrající EFL Championship, do Wiganu Athletic. V březnu 2019 byl vybrán do Jedenáctky sezóny Championship a získal ocenění pro klubového hráče sezóny.
25. září 2019 debutoval James v dresu Chelsea. Ve třetím kole EFL Cupu vstřelil jeden gól a dvakrát asistoval při výhře 7:1 nad Grimsby Town. James se stal historicky nejmladším střelcem Chelsea v Lize mistrů UEFA, když 5. listopadu 2019 vstřelil gól při remíze 4:4 s Ajaxem. 16. ledna 2020 prodloužil smlouvu s Chelsea.
14. září 2020 vstřelil Reece James svůj první gól v Premier League při vítězství Chelsea 3:1 proti Brightonu & Hove Albion. 5. prosince odehrál svůj 50. zápas v dresu Chelsea ve všech soutěžích v ligovém zápase proti Leeds United.

## Reprezentační kariéra

### Mládežnická
V květnu 2017 byl James zařazen do týmu do 20 let na Tournoi de Toulon 2017. Objevil se v základní sestavě i ve finále, když Anglie porazila Pobřeží slonoviny po penaltách. V červenci 2017 byl James součástí týmu do 19 let, které vyhrálo Euro do 19 let 2017. Startoval v semifinále proti České republice.
James se dostal i na Tournoi de Toulon v roce 2019, v posledním zápase základní skupiny, proti Chile, byl odnesen na nosítkách se zraněním kotníku. Dne 4. října 2019 byl James poprvé povolán do týmu do 21 let. Debutoval v zápase kvalifikace na Mistrovství Evropy do 21 let 2021 proti Albánii 15. listopadu 2019.

### Seniorská
5. října 2020 byl James po zranění Raheema Sterlinga poprvé povolán do anglické reprezentace manažerem Garethem Southgatem. Debutoval 8. října na stadionu ve Wembley, když v 58. minutě zápasu proti Walesu vystřídal Kierana Trippiera. Ve svém druhém utkání, v zápase proti Dánsku, byl po závěrečném hvizdu vyloučen za kritiku rozhodčího.

## Statistiky

### Klubové
K 21. březnu 2021
| Klub                   | Sezóna  | Liga           | Liga   | Liga | FA Cup | FA Cup | EFL Cup | EFL Cup | Evropské poháry | Evropské poháry | Ostatní | Ostatní | Celkem | Celkem |
| Klub                   | Sezóna  | Liga           | Zápasy | Góly | Zápasy | Góly   | Zápasy  | Góly    | Zápasy          | Góly            | Zápasy  | Góly    | Zápasy | Góly   |
| ---------------------- | ------- | -------------- | ------ | ---- | ------ | ------ | ------- | ------- | --------------- | --------------- | ------- | ------- | ------ | ------ |
| Chelsea                | 2018/19 | Premier League | 0      | 0    | —      | —      | —       | —       | 0               | 0               | —       | —       | 0      | 0      |
| Chelsea                | 2019/20 | Premier League | 24     | 0    | 5      | 0      | 2       | 1       | 6               | 1               | 0       | 0       | 37     | 2      |
| Chelsea                | 2020/21 | Premier League | 23     | 1    | 3      | 0      | 0       | 0       | 5               | 0               | —       | —       | 31     | 1      |
| Chelsea                | Celkem  | Celkem         | 47     | 1    | 8      | 0      | 2       | 1       | 11              | 1               | 0       | 0       | 68     | 3      |
| Wigan Athletic (host.) | 2018/19 | Championship   | 45     | 3    | 1      | 0      | 0       | 0       | —               | —               | —       | —       | 46     | 3      |
| Celkem                 | Celkem  | Celkem         | 92     | 4    | 9      | 0      | 2       | 1       | 11              | 1               | 0       | 0       | 141    | 6      |

### Reprezentační
K 12. listopadu 2020
| Anglie | Anglie | Anglie |
| Rok    | Zápasy | Góly   |
| ------ | ------ | ------ |
| 2020   | 4      | 0      |
| Celkem | 4      | 0      |

## Ocenění
Chelsea (mládež)
- FA Youth Cup: 2016/17, 2017/18
- Premier League U18: 2016/17, 2017/18

Chelsea
- FA Cup: 2019/20 (druhé místo)[27]

Anglie U19
- Mistrovství Evropy do 19 let: 2017

Anglie U20
- Tournoi de Toulon: 2017[28]

Individuální
- Hráč sezóny akademie Chelsea: 2017/18
- Hráč sezóny Wiganu Athletic: 2018/19
- Hráč sezóny Wiganu Athletic podle hráčů: 2018/19
- Gól sezóny Wiganu Athletic: 2018/19